# .travel
.travel este un domeniu de internet de nivel superior, pentru agenții de voiaj, companii aeriene, hoteluri etc. (GTLD).